# Чемпионат Германии по футболу 1904/1905
Чемпионат Германии по футболу 1904/1905 — 3-й розыгрыш Чемпионата Германии по футболу (нем. Deutsche Fußballmeisterschaft). Турнир начался 9 апреля 1905 года, а финал состоялся 11 июня 1905 года. Победителями этого турнира стала команда «Лейпциг».
В чемпионате участвовало 11 команд: «Лейпциг», «Шлезиен» Бреслау, «Алеманния» Котбус, «Айнтрахт» Брауншвейг, «Ганновер 96», «Карлсруэ ФФ», «Виктория 96» Магдебург, «Дуйсбургер», «Виктория» Гамбург, «Унион 92» Берлин, «Дрезднер» Дрезден.

## 1-й раунд
| «Шлезиен» Бреслау | 5:1 | «Алеманния» Котбус |
| ----------------- | --- | ------------------ |
|                   |     |                    |

| «Айнтрахт» Брауншвeйг | 3:2 (д. в.) | «Ганновер 96» |
| --------------------- | ----------- | ------------- |
|                       |             |               |

## 2-й раунд
| «Виктория 96» Магдебург | =:- | «Шлезиен» Бреслау |
| ----------------------- | --- | ----------------- |
|                         |     |                   |

| «Айнтрахт» Брауншвeйг | 2:1 (д. в.) | «Виктория 96» Магдебург |
| --------------------- | ----------- | ----------------------- |
|                       |             |                         |

## 1/4 финала
| «Лейпциг» | -:= | «Айнтрахт» Брауншвейг |
| --------- | --- | --------------------- |
|           |     |                       |

| «Унион-92» Берлин | 4:1 | «Айнтрахт» Брауншвейг |
| ----------------- | --- | --------------------- |
|                   |     |                       |

| «Карлсруэ ФФ» | 1:0 | «Дуйсбургер» Дуйсбург |
| ------------- | --- | --------------------- |
|               |     |                       |

| «Дрезднер» Дрезден | 5:3 | «Виктория» Гамбург |
| ------------------ | --- | ------------------ |
|                    |     |                    |

## 1/2 финала
| «Дрезднер» Дрезден | 2:5 | «Унион 92» Берлин |
| ------------------ | --- | ----------------- |
|                    |     |                   |

## Финал
| «Унион 92» Берлин | 2:0 | «Карлсруэ ФФ» |
| ----------------- | --- | ------------- |
|                   |     |               |